# 桃色兵姫スピン
『桃色兵姫スピン』（ももいろへいきスピン）は、十神真による日本の漫画作品。2009年7月17日から、小学館の携帯コミックサイト「モバMAN」にて配信されている。単行本は2011年6月現在3巻まで刊行されている。

## 概要
マッドサイエンティストの幼馴染と変態という欠陥を持つ人造人間スピンが巻き起こすドタバタに翻弄される主人公を軽快に描いたスラップスティックコメディ。

## あらすじ
伝説のマッドサイエンティスト、長伝寺立真博士が遺した謎の超兵器「スピン」は、かわいく、強く、かっこいいと3拍子そろった正義の味方。しかし彼女にはどうしても直せない「変態」という欠陥があった。童貞の勝はそんなスピンに気に入られ、貞操の危機に晒されることになる。

## 登場人物
勝又 勝（かつまた まさる）
主人公。純情で未だ童貞。幼馴染の陽世と結ばれたいという意思は持っているもののその一歩が踏み出せないでいる。
長伝寺 スピン（ちょうでんじ スピン）
長伝寺立真博士が完璧な人間を目指して作った人造人間。変態という欠陥があり勝の貞操を狙う。正式名称はSPN01号であり、SPNはスーパーパーフェクト人間の略であるが、言いにくいという理由でスピンと呼ばれている。
長伝寺 陽世（ちょうでんじ ようよ）
勝の幼馴染のマッドサイエンティスト。5年前までは普通の美少女であったが、亡くなった父の後を受け継ぎ科学バカへと変貌を遂げた。ツンデレ属性がある。ブルマの体操着に白衣姿が基本スタイル。
長伝寺 バリア（ちょうでんじ バリア）
長伝寺立真博士が遺したスピンの開発段階の資料を元に陽世がベースを作り、スピンが恋の練習台として勝そっくりに仕上げた人造人間。スピンと違い性格は大人しいが勝を好きなところには変わりがなく、勝に対して強烈なエロ妄想を抱いている。
下鷹 菜子（したたか なこ）
成績優秀容姿端麗で生徒会長であり以前は学園のアイドルだったが、スピンが転校してきたことによってアイドルの座を奪われてしまった。そのため、スピンをライバル視している。ひょんなことから勝の「うまし棒」を食べてしまい、その後は勝に対して積極的にアプローチしている。
長伝寺 立真（ちょうでんじ たつま）
ロボット工学の世界的権威で陽世の父親。5年前にスピンを陽世に託しこの世を去った。